# М. Баттерфляй
М. Баттерфляй (англ. M. Butterfly) — американська драма 1993 року.

## Сюжет
Китай, 1964 рік. Французький дипломат Рене Галлімар слухає в Пекіні оперу, в якій японська жінка закохується в американця, а коли той кидає її, кінчає життя самогубством. Незабаром Галлімар знайомиться з красунею Сонг Лілін, яка грає в оперні. Між ними зав'язуються любовні відносини. Але Галлімар не здогадується що під гримом його кохана приховує жахливу таємницю.

## У ролях
| Актор              | Роль                    |
| ------------------ | ----------------------- |
| Джеремі Айронс     | Рене Галлімар           |
| Джон Лоун          | Сонг Лілін              |
| Барбара Зукова     | Жанна Галлімар          |
| Ієн Річардсон      | посол Тулон             |
| Аннабель Левентон  | фрау Баден              |
| Сідзуко Хосі       | товариш Чин             |
| Річард Макміллан   | співробітник посольства |
| Вернон Добчефф     | агент Ітанселін         |
| Девід Гемблен      | офіцер розвідки 1       |
| Дамір Андрей       | офіцер розвідки 2       |
| Ентоні Парр        | офіцер розвідки 3       |
| Маргарет Ма        | покоївка                |
| Трістрам Джеллінек | адвокат                 |
| Філіп МакГоф       | прокурор                |
| Девід Ніл          | суддя                   |

## Саундтрек
| Список треків | Список треків                                 | Список треків |
| #             | Назва                                         | Тривалість    |
| ------------- | --------------------------------------------- | ------------- |
| 1.            | «M Butterfly»                                 | 2:02          |
| 2.            | «Concubine»                                   | 4:10          |
| 3.            | «Entrance Of Butterfly/Drunken Beauty»        | 3:02          |
| 4.            | «Dragonfly»                                   | 3:18          |
| 5.            | «The Great Wall»                              | 1:48          |
| 6.            | «Even The Softest Skin»                       | 4:39          |
| 7.            | «Sha Jia Bang»                                | 2:10          |
| 8.            | «Bonfire Of The Vanities/Cultural Revolution» | 3:27          |
| 9.            | «He Was The Perfect Father»                   | 0:53          |
| 10.           | «Are You My Butterfly?»                       | 2:18          |
| 11.           | «The Only Time I Ever Really Existed»         | 4:08          |
| 12.           | «What I Loved Was The Lie»                    | 1:03          |
| 13.           | «Everything Has Been Destroyed»               | 1:44          |
| 14.           | «Un Bel Di - Giacomo Puccini»                 | 4:15          |
| 15.           | «My Name Is Rene Gallimard»                   | 3:35          |
| 42:32         |                                               |               |